# Alva B. Adams
Alva Blanchard Adams, född 29 oktober 1875 i Del Norte, Coloradoterritoriet, död 1 december 1941 i Washington, D.C., var en amerikansk demokratisk politiker. Han representerade delstaten Colorado i USA:s senat 1923-1924 och från 1933 fram till sin död. Han var son till Alva Adams.
Adams utexaminerades 1896 från Yale och avlade sedan 1899 juristexamen vid Columbia University. Han inledde därefter sin karriär som advokat i Pueblo, Colorado. Han deltog i första världskriget som major.
Senator Samuel D. Nicholson avled 1923 i ämbetet och efterträddes av Adams. Han efterträddes sedan följande år av Rice W. Means. Adams kandiderade inte i fyllnadsvalet 1924. Han försökte i stället utan framgång att bli invald som senator i klass 2.
Adams efterträdde 1933 Karl C. Schuyler i senaten. Han omvaldes 1938. Han avled 1941 i ämbetet och gravsattes på Roselawn Cemetery i Pueblo.